# Wenze
Wenze ist eine Ortschaft sowie ein Ortsteil der Stadt Klötze im Altmarkkreis Salzwedel in Sachsen-Anhalt.

## Geographie

### Lage
Das Dorf Wenze, ein stark nach Norden erweitertes Rundplatzdorf mit Kirche auf dem Platz, liegt am nördlichen Rand des Naturparks Drömling in der Altmark. Südlich des Ortes liegt der Mittellandkanal; der nächste Umschlaghafen befindet sich in Calvörde.

### Ortschaftsgliederung
Zur Ortschaft Wenze gehören die Ortsteile Wenze und Quarnebeck.

## Geschichte

### Mittelalter bis Neuzeit
Die erste Erwähnung des Dorfes Wenze stammt aus dem Jahre 1394 als dat halue dorp to wendessem. Nach jener Urkunde verkauften und überließen Albert von Alvensleben und Heinrich von Eikendorp wegen ihrer Gefangenschaft den Herzögen Bernhard und Heinrich von Braunschweig und Lüneburg einige Dörfer. Im Jahre 1420 heißt es: dacz dorff czu wendessem (im Original: Wendeschen) dacz da licht vor dem dromelinge.
Das Dorf wurde nach 1394 von den von Alvensleben zurückgewonnen, spätestens vor 1553 bis nach 1818. Ein zweiter Teil des Dorfes gehörte vor 1420 bis 1742 den von Bartensleben, sowie seit 1742 bis nach 1849 von der Schulenburg.
Weitere Erwähnungen des Dorfes sind 1553 Wenditz, 1608 Wendisse, 1687 Wendisse und 1804 Wentze.
Wenze wurde als Rundling angelegt. Wie in der gesamten Region bestimmten Fachwerkhäuser das Ortsbild.
In der Chronik wird von zwei verheerenden Feuern berichtet, in denen fast der gesamte Ort abbrannte.
Der Männergesangverein wurde 1922 gegründet, im Jahr darauf der Feuerwehrverein. Die Schule im Ort existierte bis 1971, ein Kindergarten von 1959 bis 1994.

### Ersterwähnung nicht in 1375
Peter P. Rohrlach erläutert im Historischen Ortslexikon für die Altmark, dass die von Wilhelm Zahn, Johannes Schultze und anderen Autoren angenommene Erwähnung von wense aus dem Jahre 1375 sich nicht auf Wenze bezieht, sondern auf den früheren Wohnplatz Werle, heute als Flurbezeichnung Werl 1,5 Kilometer westlich von Tylsen zu finden.

### Eingemeindungen
Bis 1807 gehörte das Dorf zum Salzwedelischen Kreis der Mark Brandenburg in der Altmark. Danach lag es ab 1807 bis 1813 im Kanton Mieste auf dem Territorium des napoleonischen Königreichs Westphalen. Ab 1816 gehörte die Gemeinde zum Kreis Gardelegen, dem späteren Landkreis Gardelegen.
Am 25. Juli 1952 wurde in die Gemeinde Wenze in den Kreis Klötze umgegliedert. Am 1. Januar 1974 wurde Gemeinde Quarnebeck nach Wenze eingemeindet. Bereits am 1. April 1974 wurde die Gemeinde Trippigleben ebenfalls nach Wenze eingemeindet.
Durch einen Gebietsänderungsvertrag beschloss der Gemeinderat der Gemeinde Wenze am 8. Januar 2009, dass die Gemeinde Wenze in die Stadt Klötze eingemeindet wird. Dieser Vertrag wurde vom Landkreis als unterer Kommunalaufsichtsbehörde genehmigt und trat am 1. Januar 2010 in Kraft.
Nach Eingemeindung der bisher selbstständigen Gemeinde Wenze werden Quarnebeck, Trippigleben und Wenze Ortsteile der Stadt Klötze. Für die eingemeindete Gemeinde wurde die Ortschaftsverfassung nach den §§ 86 ff. Gemeindeordnung Sachsen-Anhalt eingeführt. Die eingemeindete Gemeinde Wenze und künftigen Ortsteile Quarnebeck, Trippigleben und Wenze wurden zur Ortschaft der aufnehmenden Stadt Klötze. In der eingemeindeten Gemeinde und nunmehrigen Ortschaft Wenze wurde ein Ortschaftsrat mit sechs Mitgliedern einschließlich Ortsbürgermeister gebildet.
Seit dem 1. Juli 2019 gibt es eine neue Ortschaft Trippigleben mit dem Ortsteil Trippigleben. Die Ortschaft Wenze besteht dann nur noch aus den Ortsteilen Wenze und Quarnebeck. Der Ortschaftsrat der Ortschaft Wenze besteht dann nur aus 4 Mitgliedern.

### Einwohnerentwicklung

#### Gemeinde
| Jahr | Einwohner |
| ---- | --------- |
| 1734 | 129       |
| 1774 | 264       |
| 1789 | 169       |
| 1798 | 112       |
| 1801 | 113       |
| 1818 | 148       |
| 1840 | 264       |
| 1864 | 340       |
| 1871 | 353       |
| 1885 | 338       |

| Jahr | Einwohner |
| ---- | --------- |
| 1892 | [0]338    |
| 1895 | 389       |
| 1900 | [0]353    |
| 1905 | 346       |
| 1910 | [0]331    |
| 1925 | 361       |
| 1939 | 315       |
| 1946 | 439       |
| 1964 | 347       |
| 1971 | 307       |

| Jahr | Einwohner |
| ---- | --------- |
| 1981 | 688       |
| 1985 | [00]659   |
| 1990 | [00]632   |
| 1993 | 641       |
| 1995 | [00]634   |
| 2000 | [00]629   |
| 2004 | [00]618   |
| 2006 | [00]569   |
| 2008 | [00]554   |
| 2009 | [00]544   |

Quelle, wenn nicht angegeben, bis 1993:

#### Ortsteil
| Jahr | Einwohner |
| ---- | --------- |
| 2017 | 165       |
| 2018 | [00]172   |
| 2020 | [00]149   |
| 2021 | [00]144   |
| 2022 | [0]137    |
| 2023 | [0]135    |

## Religion
Die evangelische Kirchengemeinde Wenze, die früher zur Pfarrei Immekath gehörte, wird heute betreut vom Pfarrbereich Steimke-Kusey des Kirchenkreises Salzwedel im Bischofssprengel Magdeburg der Evangelischen Kirche in Mitteldeutschland.

## Politik

### Ortsbürgermeister
Marco Wille ist Ortsbürgermeister der Ortschaft Wenze seit ihrer Bildung am 1. Januar 2010. Letzte Bürgermeisterin der Gemeinde war Ingrid Thiele.

### Ortschaftsrat
Bei der Ortschaftsratswahl am 9. Juni 2024 stellte sich die Wählergemeinschaft „Wenze/Quarnebeck“ zur Wahl. Sie errang alle 4 Sitze, so wie 2019.
Gewählt wurden 4 Ortschaftsräte. Die Wahlbeteiligung betrug 73,18 Prozent.

### Wappen
Blasonierung: „In Grün eine schwarz konturierte silberne Kirche mit schwarzer Türöffnung und 3 schwarzen Fensteröffnungen; begleitet rechts von einem schwarz konturierten silbernen Wellenstab, links oben von 3 gebundenen goldenen Ähren.“
Die Farben von Wenze sind Silber (Weiß) - Grün.
Das Wappen wurde vom Heraldiker Uwe Reipert gestaltet.

## Kultur und Sehenswürdigkeiten
- Die evangelische Dorfkirche Wenze ist kleiner, im Osten dreiseitig geschlossener Fachwerkbau von Hans Heinrich Blickwedel aus dem Jahre 1736.[25]
- In Wenze steht neben der Kirche ein Denkmal für die Gefallenen des Ersten und Zweiten Weltkrieges, zwei Granitblöcke auf einem gemauerten Sockel.[26]
- Der Ortsfriedhof liegt im Nordwesten des Dorfes.

## Wirtschaft und Infrastruktur
- APV Agrar Produktions- und Verwertungs GmbH Wenze

### Vereine
- Feuerwehrkameradschaft Wenze e. V.
- Männerchor „Polyhymnia“ Wenze e. V.
- Sportverein SV Rot-Weiß Wenze e. V.